# Lexington (Caroline du Sud)
Pour les articles homonymes, voir Lexington.
La ville de Lexington est le siège du comté de Lexington, situé en Caroline du Sud, aux États-Unis. Elle fait partie de l'agglomération de Columbia, la capitale de l'ÉTat.

## Économie
La ville abrite une usine de fabrication de pneumatiques du groupe français Michelin.

## Démographie
| 1880 | 1890 | 1900 | 1910 | 1920 | 1930  |
| ---- | ---- | ---- | ---- | ---- | ----- |
| 262  | 342  | 806  | 709  | 894  | 1 152 |

| 1940  | 1950  | 1960  | 1970 | 1980  | 1990  |
| ----- | ----- | ----- | ---- | ----- | ----- |
| 1 033 | 1 081 | 1 127 | 969  | 2 131 | 3 289 |

| 2000  | 2010   | - | - | - | - |
| ----- | ------ | - | - | - | - |
| 9 793 | 17 870 | - | - | - | - |